# Rasdolnaja (Fluss)
Die Rasdolnaja (russisch Раздо́льная, bis 1972 Suifun, Суйфун; chinesisch 綏芬河 / 绥芬河, Pinyin Suífēn Hé) ist ein Fluss im Fernen Osten in der russischen Region Primorje und der chinesischen Provinz Heilongjiang.
Die Rasdolnaja entsteht am Zusammenfluss von Xiaosuifen He (169 km) und Dasuifen He (148 km) im Kreis Dongning in Heilongjiang. Sie fließt in östlicher Richtung in die Region Primorje und mündet nach 245 km in die Amurbucht. 191 km des Flusslaufs liegen in Russland. Der Fluss entwässert eine Fläche von 16.830 km². Größere Nebenflüsse sind Rakowka, Komarowka und Borissowka.
Die 10 km nördlich der Rasdolnaja an der Grenze zu Russland gelegene chinesische Stadt Suifenhe wurde nach dem Fluss benannt. Die nahe der Mündung der Rakowka in die Rasdolnaja gelegene russische Großstadt Ussuriysk wurde 1866 gegründet.